# Joseph d’Eymard
Joseph d’Eymard (auch d’Aymar; * vor 1569; † 1592) war Ritter, Bürgermeister von Bordeaux und Präsident des Bordelaiser Parlaments, président de la Cour.

## Familie
Joseph Eymard entstammt einer einflussreichen und wohlhabenden Familie. Sein Vater war Étienne Aymar, Berater des Gerichts, seine Mutter Béatrice de Villeneufve, Schwester des Präsidenten Jean de Villeneufve, Herren der Grafschaft Toulouse. Er profitierte vor allem durch die Familie seiner Mutter Louppes de Villeneufve, deren Wurzeln sowohl in Bordeaux als auch in Toulouse liegen. Diesem Geschlecht, seine Mutter namens Antoinette de Louppes de Villeneuve (1514–1603), entstammte auch Michel de Montaigne. Joseph war verheiratet mit Anne de Gay.

## Wirken
Joseph d’Eymard wurde als Jurist Gerichtspräsident und erhielt für die Jahre 1575 bis 1577 vom Stadtparlament das Amt des Bürgermeisters verliehen. Ihm folgten Armand de Gontaut, seigneur de Biron von 1577 bis 1581 und anschließend Michel de Montaigne von 1581 bis 1585.
Er verkaufte in dieser Zeit Bürgertitel an Ausländer, um die Truppen zu bezahlen. Vor allem portugiesische Kaufleute, die mit amerikanischen Handelsgesellschaften Geschäfte aufgebaut hatten, konnten davon profitieren.
Eymard wird als einflussreiche Persönlichkeit beschrieben, der „als einer der weisesten Berater religiöse Versöhnung stärkte und für nützliche Reformen eintrat.“ Eymard stand in der Nachwirkung der Bartholomäusnacht, die wenige Jahre zuvor in Paris ein Pogrom gegen die Protestanten darstellte, das für lange Zeit, also weit über Eymards Generation hinaus, in das kollektive Bewusstsein eingebrannt war. Er gehörte zu den Verfechtern „sanfter und friedlicher Mittel“ (des voies douces et pacifiques) und verstand es, Klerus und Adel zu Verständigungen zu bewegen. Versuche, den Glauben in den Vereinigten Staaten auf die Katholische Religion festzuschreiben, die er unterstützte, fruchteten nicht.